# Ocean's Thirteen
Ocean's Thirteen (títol original en anglès: Ocean's Thirteen) és una pel·lícula de 2007 dirigida per Steven Soderbergh. És la tercera (i segons el director, última) part de la trilogia Ocean's. S'ha doblat i subtitulat al català.

## Argument
Aquesta vegada Danny Ocean (George Clooney) i el seu equip tindran només una raó per tirar endavant el seu més ambiciós i perillós delicte, defensar el seu propi casino. Quan el desapiadat amo del casino, Willy Bank (Al Pacino), traeix a un dels originals membres del grup d'Ocean, Reuben Tishkoff (Elliott Gould), Danny i el seu equip es reuneixen una vegada més per veure com poden produir la fallida de la "banca".

## Personatges
- George Clooney com a Daniel "Danny" Ocean.
- Brad Pitt com a Robert "Rusty" Ryan.
- Matt Damon com a Linus Caldwell.
- Don Cheadle com a Basher Tarr.
- Bernie Mac com a Frank Catton.
- Casey Affleck com a Virgil Malloy.
- Scott Caan com a Turk Malloy.
- Shaobo Qin com a Yen.
- Carl Reiner com a Saul Bloom.
- Eddie Jemison com a Livingston Dell.
- Elliott Gould com a Reuben Tishkoff.
- Eddie Izzard com a Roman Nagel.
- Andy García com a Terry Benedict.
- Al Pacino com a Willy Bank.
- Vincent Cassel com a François Toulour.
- Ellen Barkin com a Abigail Sponder.
- Noureen DeWulf com a Mirage.
- Bob Einstein com a Bobby Caldwell.
- Olga Sosnovska com a Debbie.
- David Paymer com a "El V.U.P".
- Julian Sands com a Greco Montgomery.
- Angel Oquendo com a Guard Ortega.
- Jerry Weintraub com a Denny Shields.

## Curiositats
- Hi ha rumors que el director Steven Soderbergh realitzà aquesta pel·lícula per compensar econòmicament el fracàs de "Solaris". (Zinema.com)
- Hi ha un cameo de Jeroen Krabbé. (Zinema.com)
- Els directors de fotografia són Chris Connier i Peter Andrews, pseudònim del mateix Soderbergh. (Zinema.com)
- El rodatge començà el 14 de març de 2004, amb endarreriment a causa de l'accident de Brad Pitt durant el rodatge de "Troya", i tingué lloc a Roma, París, Amsterdam, Monte Carlo, Sicília, Nova York, Chicago i Los Angeles. (Zinema.com)
- La suite on muntaren el Club Ocean's costa 3.850 dòlars (3.080 euros) la nit.